# Hosein Tayik
Hosein Tayik (18 de septiembre de 1987) es un deportista iraní que compitió en taekwondo. Ganó una medalla en el Campeonato Mundial de Taekwondo de 2009, y dos medallas en el Campeonato Asiático de Taekwondo en los años 2010 y 2012.

## Palmarés internacional
| Campeonato Mundial  | Campeonato Mundial           | Campeonato Mundial | Campeonato Mundial |
| Año                 | Lugar                        | Medalla            | Categoría          |
| ------------------- | ---------------------------- | ------------------ | ------------------ |
| 2009                | Copenhague (Dinamarca)       | Medalla de bronce  | +87 kg             |
| Campeonato Asiático |                              |                    |                    |
| Año                 | Lugar                        | Medalla            | Categoría          |
| 2010                | Astaná (Kazajistán)          | Medalla de oro     | +87 kg             |
| 2012                | Ciudad Ho Chi Minh (Vietnam) | Medalla de bronce  | –87 kg             |